# Tom Lantos
Thomas Peter Lantos (Budapeste, 1 de Fevereiro de 1928 — 11 de Fevereiro de 2008) foi membro do Partido Democrata na Câmara dos Representantes dos Estados Unidos desde 1981 até à sua morte, representando dois terços do norte do Condado de San Mateo, na Califórnia e uma pequena parte do sudoeste de São Francisco (Califórnia). Foi sobrevivente da Segunda Guerra Mundial, esteve preso nos campos de concentração nazis, sendo o único sobrevivente do Holocausto no Congresso.
Lantos anunciou em início de Janeiro de 2008 que não procuraria a reeleição por causa de um cancro do esófago.
Recebeu postumamente (em 19 de Junho de 2008) a "Medal of Freedom", o mais alto galardão civil dos Estados Unidos.